# Baal-Teschuwa-Bewegung
Der Ausdruck Baal-Teschuwa-Bewegung beschreibt eine Änderung des Lebensstils innerhalb des Judentums. Säkulare Juden, die ohne religiöse Bindung aufgewachsen sind, werden dabei zu orthodoxen oder ultraorthodoxen Juden. Dies bedingt vor allem die Einhaltung des Schabbats und der Feiertage sowie der Kaschrutvorschiften. Teschuwa ist im Hebräischen ein mehrdeutiger Begriff und bedeutet im religiösen Zusammenhang die „Rückkehr“ zu Gott. Nach orthodoxem jüdischem Verständnis vollziehen säkular geprägte und liberale Juden, die ihren Lebensstil ändern und sich den religiösen Vorschriften streng unterwerfen, eine Rückkehr zu ihren Quellen bzw. zu ihrem natürlichen Zustand.
Die Baal-Teschuwa-Bewegung begann in der Mitte des 20. Jahrhunderts und erhielt nach dem Sechstagekrieg 1967 vermehrten Auftrieb. In dieser Zeit erhielt der Begriff Baal Teschuwa – wörtlich „Meister der Rückkehr“ – seine heute gebräuchliche Bedeutung. Anhänger dieser Bewegung finden sich an den verschiedensten Orten, von Israel über die USA bis zu den Nachfolgestaaten der Sowjetunion. Die Baal-Teschuwa-Bewegung ist nicht mit dem Jewish Renewal zu verwechseln, einer weiteren jüdischen Bewegung, die sich jedoch nicht auf das orthodoxe Spektrum beschränkt.

## Ursprünge im jüdischen Schrifttum
Die Idee der Rückkehr zu Gott findet sich bereits in der Bibel an mehreren Stellen, zum Beispiel im 5. Buch Moses: „Wenn du zum Herrn, deinem Gott, zurückkehrst und auf seine Stimme hörst“ (Dtn 30,2 ). Sie ist auch im Achtzehnbittengebet formuliert, das wahrscheinlich im Frühmittelalter festgelegt wurde.

## Beispiele
In Israel änderte der frühere Filmregisseur Uri Zohar in den 1970er Jahren seinen Lebensstil und wurde zu einem orthodoxen Rabbiner. Der Rabbiner Amnon Jizchak (* 1953) hat eine nach dem Musikinstrument Schofar benannte Organisation namens Shofar (שׁוֹפָר) gegründet, die sich der innerjüdischen Missionierung widmet.
Die weltweit tätige Organisation Chabad, mit Hauptsitz in New York, betätigt sich nach dem Vorbild des vorerst letzten Lubawitscher Rebbe Menachem Mendel Schneerson ebenfalls in der innerjüdischen Mission. US-Präsident Ronald Reagan erwähnte 1984 den Begriff Baal teshuva movement anlässlich eines Referats bei einer Versammlung von B’nai B’rith, wobei er Irving Kristol zitierte.
Zu den Juden aus der ehemaligen Sowjetunion, die im Laufe ihres Lebens einen religiösen Lebensstil aufgenommen haben, gehören der Refusenik Yosef Mendelevitch sowie der Physiker Herman Branover (* 1931), der sich nach seiner Auswanderung nach Israel dem orthodoxen Judentum anschloss.